# X-Men (serie de televisión)
X-Men (también conocida como X-Men: The Animated Series , X Men en Latinoamérica y Patrulla X en España) es una serie animada televisiva canadiense-estadounidense que se emitió en Estados Unidos desde el 31 de octubre de 1992 hasta el 20 de septiembre de 1997, en el bloque de programación Fox Kids de Fox.
Producida por Saban Entertainment, el estudio detrás de Mighty Morphin Power Rangers, X-Men fue el segundo intento de Marvel Comics por realizar una serie animada de los X-Men, después de un piloto de media hora titulado Pryde of the X-Men, que fue emitido varias veces entre 1991 y 1992; sin embargo este piloto no recibió buena audiencia. La popularidad y éxito de X-Men, junto con Batman: la serie animada (que se estrenó en la temporada 1993-94), fomentó el estreno de varias series animadas basadas en cómics en los años 1990.
Una secuela, llamada X-Men '97, producida por Marvel Studios Animation, se estrenó el 20 de marzo de 2024, en Disney+.

## Sinopsis
El programa presenta un equipo similar al de los cómics de X-Men de Jim Lee de principios de la década de 1990, específicamente el Equipo Azul establecido al principio de X-Men (vol. 2), compuesto por Cíclope, Wolverine/Lobezno, Rogue/Pícara, Tormenta, Bestia, Gambito, Júbilo, Jean Grey, el Profesor X, así como un personaje original, Morph/Morfo (una adaptación del miembro anterior de X-Men, Changeling/Cambiante).

## Episodios
La serie consta de 76 episodios a lo largo de cinco temporadas donde se narran las aventuras de los mutantes.
| Temporada | Temporada | Episodios | Emisión original        | Emisión original         |
| Temporada | Temporada | Episodios | Inicio                  | Final                    |
| --------- | --------- | --------- | ----------------------- | ------------------------ |
|           | 1         | 13        | 31 de octubre de 1992   | 27 de marzo de 1993      |
|           | 2         | 13        | 23 de octubre de 1993   | 19 de febrero de 1994    |
|           | 3         | 19        | 29 de julio de 1994     | 11 de junio de 1995      |
|           | 4         | 17        | 9 de septiembre de 1995 | 4 de mayo de 1996        |
|           | 5         | 14        | 7 de septiembre de 1996 | 20 de septiembre de 1997 |

## Personajes y doblaje

### Héroes
La formación del grupo estaba compuesta por Profesor X, Wolverine/Lobezno, Cíclope, Jean Grey, Rogue/Pícara, Gambito, Tormenta, Bestia y Júbilo, así como otro miembro original, Morfo, que fue remplazado por Júbilo y solo aparecería en algunos episodios. Si bien hubo aliados que trabajaron con el grupo, o integrantes que lo dejaron, eso nunca duró por más de una aventura, por lo que se puede decir que esta formación era la fija.
La serie inicia cuando Júbilo, una adolescente que de pronto descubre tener poderes mutantes, es atacada por los Centinelas y rescatada por los X-Men (Hombres X). Luego de conocerlos deja a sus padres adoptivos y se une a ellos para aprender a controlar sus poderes y estar a salvo de los ataques de los Centinelas u otras organizaciones extremistas anti-mutantes.
Hay una enorme cantidad de personajes invitados a lo largo de la serie provenientes de todo el Universo Marvel, pero solo los mutantes se pueden considerar como tales. A excepción de Miss Marvel y el Capitán América en uno de los episodios finales, y Juggernaut dado su naturaleza mágica, algunos de los personajes que aparecían solo lo hicieron por breves segundos tal es el caso de Punisher , Spider-Man, Dr. Strange, Thor y otros.
| Personaje | Alter ego              | Actor de voz                    | Actor de voz                                                        | Actor de voz                                                                |
| Personaje | Alter ego              | Original /                      | España                                                              | Hispanoamérica                                                              |
| X-Men | X-Men                  | X-Men                           | X-Men                                                               | X-Men                                                                       |
| --- | ---------------------- | ------------------------------- | ------------------------------------------------------------------- | --------------------------------------------------------------------------- |
| Cíclope | Scott Summers          | Norm Spencer                    | José Luis Angulo Alejandro García                                   | Gerardo Reyero                                                              |
| Wolverine / Lobezno / Guepardo | Logan Howlett          | Cathal J. Dodd                  | Fernando Hernández                                                  | Herman López                                                                |
| Rogue / Pícara / Titania | Anna Marie             | Lenore Zann                     | Carmen Consentino                                                   | Rocío Prado                                                                 |
| Tormenta | Ororo Monroe           | Iona Morris Allison Sealy-Smith | Yolanda Quesada                                                     | Magda Giner                                                                 |
| Bestia | Dr. Henry "Hank" McCoy | George Buza                     | Juan Luis Rovira                                                    | Bardo Miranda                                                               |
| Gambito / Gámbito | Remy LeBeau            | Chris Potter Tony Daniels       | Francisco Vaquero                                                   | Roberto Carrillo (Inicio) Carlos Iñigo (un capítulo) Roberto Molina (Resto) |
| Júbilo | Jubilation Lee         | Alyson Court                    | Ángela González                                                     | Pilar Escandón Rossy Aguirre (un capítulo)                                  |
| Jean Grey / Fénix | Jean Grey              | Catherine Disher                | Elena de Maeztu                                                     | Gisela Casillas                                                             |
| Profesor X | Charles Xavier         | Cedric Smith                    | Luis Mas                                                            | César Arias                                                                 |
| X-Factor |                        |                                 |                                                                     |                                                                             |
| Havok / Kaos | Alex Summers           | —                               | —                                                                   | Martín Soto                                                                 |
| Quicksilver / Mercurio | Pietro Maximoff        | Paul Haddad                     | Rais David Báscones Rafael Cabo                                     | René García                                                                 |
| Polaris | Lorna Dane             | Terri Hawkes                    | —                                                                   | —                                                                           |
| Forja | —                      | Marc Strange                    | Daniel Sanchéz Juan Carlos Lozano Juan Amador Pulido Eugenio Barona | Alejandro Mayén Alejandro Illescas                                          |
| Hombre Múltiple | James Madrox           | —                               | Antonio Cobos                                                       | —                                                                           |
| Wolfsbane / Loba Venenosa | Rahne Sinclair         | —                               | —                                                                   | —                                                                           |
| Strong Guy / Fortachón | Guido Carosella        | —                               | —                                                                   | —                                                                           |
| Alpha Flight |                        |                                 |                                                                     |                                                                             |
| Vindicator / Guardián | James MacDonald Hudson | Barry Flatman                   | Ángel Sancristán                                                    | Humberto Vélez                                                              |
| Chamán / Shaman | Michael Twoyoungmen    | Don Francks                     | Ángel Amorós                                                        | —                                                                           |
| Puck | Eugene Milton Judd     | Don Francks                     | —                                                                   | Carlos Íñigo                                                                |
| Ave Nevada | Narya                  | Melissa Sue Anderson            | —                                                                   | Nancy McKenzie                                                              |
| Northstar / Estrella del Norte | Jean Paul Beaubier     | Rene Lemieux                    | —                                                                   | Carlos Íñigo                                                                |
| Aurora | Jeanne Marie Beaubier  | Jennifer Dale                   | —                                                                   | —                                                                           |
| Sasquatch | Dr. Walter Langowski   | Harvey Aitken                   | —                                                                   | —                                                                           |
| Heather Hudson | Dra. Heather Hudson    | Rebecca Jenkins                 | Raquel Martín                                                       | —                                                                           |
| Resistencia del futuro (Futuro de Bishop) |                        |                                 |                                                                     |                                                                             |
| Bishop / Alfil | Lucas Bishop           | Philip Akin                     | Iñaki Alonso Miguel del Hoyo                                        | Salvador Delgado Octavio Rojas                                              |
| Shard | Shard Bishop           | Kay Tremblay                    | —                                                                   | Araceli de León                                                             |
| Malcolm | —                      | —                               | —                                                                   | —                                                                           |
| Randall | —                      | —                               | —                                                                   | —                                                                           |
| Forja, Tormenta y Wolverine/Lobezno fueron parte también de este equipo |                        |                                 |                                                                     |                                                                             |
| Resistencia del futuro (Línea del tiempo de Charles Xavier) |                        |                                 |                                                                     |                                                                             |
| Magneto, Tormenta, Wolverine/Lobezno, Bestia, la enfermera Jean Grey, Rogue/Pícara, Blink/Destello, Mimic/Mímico, Nightcrawler/Rondador Nocturno, el Dr. Summers, Morfo, Sabretooth/Dientes de Sable, Jason Wyngarde, Holocausto, Mr. Siniestro, Coloso, Gambito, Niño salvaje, Blob/La Mole, Joanna Cargill, Caliban, Pyro, Calisto, Masque/Máscara, Banshee, Polaris, Ángel y Sunfire/Fuego Solar, fueron parte de este equipo. |                        |                                 |                                                                     |                                                                             |
| Clan Elegido |                        |                                 |                                                                     |                                                                             |
| Cable | Nathan Summers         | Lawrence Bayne                  | José Frías Eugenio Barona                                           | Jorge Santos                                                                |
| Génesis | Tyler Dayspring        | —                               | —                                                                   | —                                                                           |
| Hope | —                      | —                               | —                                                                   | —                                                                           |
| Dawnsilk | —                      | —                               | —                                                                   | —                                                                           |
| Boak | —                      | —                               | —                                                                   | —                                                                           |
| Garrison Kane | Garrison Kane          | —                               | —                                                                   | —                                                                           |
| X-Terminators |                        |                                 |                                                                     |                                                                             |
| Rusty | Russell Collins        | Tara Strong                     | —                                                                   | —                                                                           |
| Boom-Boom / Bum-Bum | Tabitha Smith          | Tara Strong                     | —                                                                   | —                                                                           |
| Wiz-Kid | Takashi "Taki" Matsuya | Tara Strong                     | —                                                                   | Rais Báscones                                                               |
| Skids / Desliza | Sally Blevins          | Tara Strong                     | —                                                                   | —                                                                           |
| Aliados |                        |                                 |                                                                     |                                                                             |
| Moira MacTaggert | Moira MacTaggert       | Lally Cadeau                    | Yolanda Quesada Raquel Martín                                       | —                                                                           |
| Banshee | Sean Cassidy           | Jeremy Ratchford                | Eugenio Barona Juan Logar Jr. Jose Texeira                          | Rubén León                                                                  |
| Magik | Illyana Rasputin       | Tara Strong                     | —                                                                   | Patricia Acevedo                                                            |
| Nightcrawler / Rondador Nocturno / Nocturno | Kurt Wagner            | Adrian Hough                    | Daniel Sanchéz Francisco Valdivia                                   | Humberto Solorzano Martin Soto                                              |
| Psylocke / Mariposa Mental | Elizabeth Braddock     | Tasha Simms                     | —                                                                   | Vicky Burgoa                                                                |
| Ángel | Warren Worthington III | Stephen Ouimette                | Mario Arenas                                                        | René García                                                                 |
| Zorra Plateada | Kayla Silverfox        | —                               | Marta Sainz                                                         | —                                                                           |
| Maverick | Christoph Nord         | —                               | Eugenio Barona                                                      | Alejandro Mayén                                                             |
| Darkstar / Estrella Oscura | Laynia Petrovna        | Elizabeth Rukavina              | —                                                                   | Laura Torres                                                                |
| Lilandra | Lilandra Neramani      | Camilla Scott                   | Charo Soria Pepa Agudo                                              | Rocío Garcel                                                                |
| Sage Araki / Canciller Araki | —                      | —                               | —                                                                   | —                                                                           |
| Longshot | —                      | Rod Wilson                      | Enrique Santarén Jorge Texeira                                      | Mario Raúl López                                                            |
| Ka-Zar | Kevin Plunder          | Robert Bockstael                | Carlos Piñeiro                                                      | Rubén León                                                                  |
| Zabu | —                      | —                               | —                                                                   | —                                                                           |
| Warlock | —                      | David Corban                    | —                                                                   | —                                                                           |
| Bala de Cañón | Sam Guthrie            | Adrian Egan                     | —                                                                   | —                                                                           |
| Capitán América | Steve Rogers           | Lawrence Bayne                  | Fernando Elegido                                                    | César Soto                                                                  |
| Bruja Escarlata | Wanda Maximoff         | Susan Roman                     | Marta Sainz                                                         | Diana Santos                                                                |
| Mjnari | —                      | —                               | —                                                                   | —                                                                           |
| Darrell Tanaka | —                      | —                               | —                                                                   | —                                                                           |
| Hombre de hielo | Robert "Bobby" Drake   | Dennis Akayama                  | Iván Jara                                                           | Alejandro Illescas                                                          |
| Dazzler | Alison Blaire          | —                               | —                                                                   | Rossy Aguirre                                                               |
| Senador / Presidente Robert Kelly | Robert Kelly           | Len Carlson                     | Iñaki Alonso                                                        | Gonzalo Curiel                                                              |
| Miss Marvel | Carol Danvers          | Roscoe Handford                 | —                                                                   | Vicky Burgoa                                                                |
| Proteus | Kevin McTaggert        | Stuart Stone                    | Iván Jara                                                           | Alfonso Obregón                                                             |

### Neutrales
| Personaje                           | Alter ego             | Actor de voz   | Actor de voz               | Actor de voz                                            |
| Personaje                           | Alter ego             | Original /     | España                     | Hispanoamérica                                          |
| ----------------------------------- | --------------------- | -------------- | -------------------------- | ------------------------------------------------------- |
| Magneto                             | Erik Magnus Lehnsherr | David Hemblen  | José Frías                 | José Luis Castañeda (tres cap.) Alejandro Mayen (Resto) |
| Morfo                               | Kevin Sydney          | Ron Ruben      | David Rocha                | Alfonso Obregón                                         |
| External / Externa                  | Candra                | —              | —                          | Loretta Santini                                         |
| Starjammers (Saqueadores Estelares) |                       |                |                            |                                                         |
| Corsario                            | Christopher Summers   | —              | —                          | Mario Raúl López Gonzalo Curiel                         |
| Hepzibah                            | —                     | —              | —                          | —                                                       |
| Raza Longknife                      | —                     | —              | —                          | —                                                       |
| Ch'od                               | —                     | —              | —                          | Carlos del Campo                                        |
| Cr'eee                              | —                     | —              | —                          | —                                                       |
| Acólitos                            |                       |                |                            |                                                         |
| Fabian Cortez                       | —                     | Lawrence Bayne | Miguel Varela Paco Vaquero | Carlos del Campo                                        |
| Amelia Voght                        | —                     | Susan Roman    | Amelia Jara Blanca Rada    | —                                                       |
| Marco Delgado                       | —                     | —              | —                          | —                                                       |
| Carmella Unuscione                  | —                     | —              | —                          | —                                                       |
| Chrome / Cromo                      | Allen Marc Yuric      | —              | —                          | —                                                       |
| Joanna Cargill                      | —                     | —              | —                          | —                                                       |
| Burner / Calcinador                 | Byron Calley          | —              | —                          | —                                                       |
| Morlocks                            |                       |                |                            |                                                         |
| Callisto / Calisto                  | —                     | Susan Roman    | —                          | Dulce Guerrero                                          |
| Annalee                             | —                     | Kay Tremblay   | —                          | Guadalupe Noel                                          |
| Masque / Máscara                    | —                     | —              | —                          | —                                                       |
| Sunder / Rompedor                   | Mark Hallett          | Dan Hennessey  | —                          | —                                                       |
| Leech / Sanguijuela                 | —                     | John Stocker   | —                          | Benjamín Rivera                                         |
| Tommy                               | —                     | —              | —                          | —                                                       |
| Peste / Pestilence                  | —                     | Judy Marshak   | —                          | Guadalupe Noel                                          |
| Erg                                 | Andreas König         | —              | —                          | —                                                       |
| Tarbaby                             | —                     | David Corban   | —                          | Mario Raúl López                                        |
| Ape / Simio                         | —                     | Ross Betty     | —                          | —                                                       |
| Mole / Topo                         | —                     | —              | Rafael Cabo                | Desconocido                                             |
| Scaleface / Cara Escamosa           | —                     | —              | —                          | —                                                       |
| Glowworm / Gusano Brillante         | —                     | —              | —                          | —                                                       |
| Marianne                            | —                     | —              | —                          | —                                                       |
| Caliban / Calibán                   | —                     | —              | Eugenio Barona             | —                                                       |
| Guardia Imperial                    |                       |                |                            |                                                         |
| Gladiador                           | Kallark               | —              | Ruperto Ares Paco Vaquero  | Víctor Delgado Roberto Molina Alfonso Medallo           |
| Oracle /Oráculo                     | Sybil                 | —              | —                          | —                                                       |
| Rayo Estelar                        | —                     | —              | —                          | —                                                       |
| Smasher / Pegador                   | Vril Rook             | —              | —                          | —                                                       |
| Manta                               | —                     | —              | —                          | —                                                       |
| Flashfire / Tempestad               | —                     | —              | —                          | —                                                       |
| Titan / Titán                       | —                     | —              | —                          | —                                                       |
| Hussar / Húsar                      | —                     | —              | —                          | —                                                       |
| Earthquake / Terremoto              | —                     | —              | —                          | —                                                       |
| Hobglobin / Duende                  | —                     | —              | —                          | —                                                       |
| Warstar / Estrella de Guerra        | —                     | —              | —                          | —                                                       |

### Villanos
| Personaje                                 | Alter ego              | Actor de voz                              | Actor de voz                               | Actor de voz          |
| Personaje                                 | Alter ego              | Original /                                | España                                     | Hispanoamérica        |
| Hermandad de Mutantes                     | Hermandad de Mutantes  | Hermandad de Mutantes                     | Hermandad de Mutantes                      | Hermandad de Mutantes |
| ----------------------------------------- | ---------------------- | ----------------------------------------- | ------------------------------------------ | --------------------- |
| Mística                                   | Raven Darkholme        | Rachel Carpenter Jennifer Dale            | Pilar Domínguez Ángela González Pepa Agudo | Ruth Toscano          |
| Avalancha                                 | Dominic Petros         | Rod Coneybeare                            | Rafael Torres                              | Jorge Ornelas         |
| Pyro / Pirómano                           | St. John Allerdyce     | Graham Halley                             | David Rocha                                | Carlos Íñigo          |
| Blob / La Mole / Bulto                    | Frederick J. Dukes     | Robert Calt                               | —                                          | Mario Sauret          |
| Nasty Boys (Chicos Malos)                 |                        |                                           |                                            |                       |
| Gorgeus George / Guapo George / Magnífico | George Blair           | Rod Wilson                                |                                            |                       |
| Ruckus / Jaleo / Alarido                  | Clement Wilson         | Dan Hennessey                             |                                            |                       |
| Slab / Tajada                             | Christopher Anderson   | —                                         | —                                          | —                     |
| Hairbag / Peludo                          | Michael Suggs          | —                                         | —                                          | —                     |
| Vértigo                                   | —                      | Megan Smith                               |                                            |                       |
| Mutantes de la tierra salvaje             |                        |                                           |                                            |                       |
| Sauron                                    | Karl Lykos             | Robert Bockstael                          |                                            |                       |
| Brainchild / Niño Listo                   |                        |                                           |                                            |                       |
| Anfibio                                   |                        | Peter McCowatt                            |                                            |                       |
| Lupo                                      |                        |                                           |                                            |                       |
| Barbarus                                  |                        |                                           |                                            |                       |
| Vértigo                                   | —                      | Megan Smith                               |                                            |                       |
| Club Fuego Infernal                       |                        |                                           |                                            |                       |
| Sebastian Shaw                            | —                      |                                           |                                            |                       |
| Reina Blanca                              | Emma Frost             | Tracey Moore                              |                                            |                       |
| Mente Maestra                             | Jason Wyngarde         | Nigel Bennett                             |                                            |                       |
| Alfil Negro                               | Harry Leland           |                                           |                                            |                       |
| Donald Pierce                             | —                      |                                           |                                            |                       |
| Jinetes de Apocalipsis                    |                        |                                           |                                            |                       |
| Arcángel (Muerte)                         | Warren Worthington III | Stephen Ouimette                          | Mario Arenas                               | René García           |
| Guerra                                    | Abraham Kieros         | James Millington                          |                                            |                       |
| Hambre                                    | Autumn Rolfson         | Catherine Gallant                         |                                            |                       |
| Peste                                     | Plague                 |                                           |                                            |                       |
| Reavers (Cosechadores)                    |                        |                                           |                                            |                       |
| Lady Deathstrike / Dama Mortal            | Yuriko Oyama           | Tasha Simms                               |                                            |                       |
| Bonebreaker / Rompehuesos                 | —                      |                                           |                                            |                       |
| Pretty Boy / Niño Bonito                  | —                      |                                           |                                            |                       |
| Murray Reese                              | —                      |                                           |                                            |                       |
| Wade Cole                                 | —                      |                                           |                                            |                       |
| Arma X                                    |                        |                                           |                                            |                       |
| Andre Thorton                             | —                      |                                           |                                            |                       |
| Abraham Cornelius                         | —                      |                                           |                                            |                       |
| Kenji Oyama                               | —                      |                                           |                                            |                       |
| Talos                                     | —                      |                                           |                                            |                       |
| Rastreadores de Mojo                      |                        |                                           |                                            |                       |
| Major Domo                                | —                      |                                           |                                            |                       |
| Arize                                     | —                      |                                           |                                            |                       |
| Gog                                       | —                      |                                           |                                            |                       |
| Quark                                     | —                      |                                           |                                            |                       |
| Warwolves / Lobos de Guerra               | —                      |                                           |                                            |                       |
| La Colonia                                |                        |                                           |                                            |                       |
| La Reina                                  | —                      | —                                         | —                                          | —                     |
| Cody Robbins                              | —                      | —                                         | —                                          | —                     |
| Los hijos de la sombra                    |                        |                                           |                                            |                       |
| Solarr                                    | Bill Braddock          |                                           |                                            |                       |
| Chet Lambert                              | —                      |                                           |                                            |                       |
| Sapo                                      | Mortimer Toynbee       |                                           |                                            |                       |
| Otros villanos                            |                        |                                           |                                            |                       |
| Apocalipsis                               | En Sabah Nur           | John Colicos James Blendick Lorne Kennedy |                                            |                       |
| Mr. Siniestro / Señor Siniestro           | Nathaniel Essex        | Christopher Britton                       |                                            |                       |
| Rey Sombra                                | Amahl Farouk           | Maurice Dean Wint                         |                                            |                       |
| Sabretooth / Dientes de Sable / Leónidas  | Victor Creed           | Don Francks                               |                                            |                       |
| Omega Rojo / Rojo Omega                   | Arkady Rossovich       | Len Doncheff                              |                                            |                       |
| Molde Maestro                             | —                      | David Fox                                 |                                            |                       |
| Centinelas                                | —                      | David Fox                                 |                                            |                       |
| Nimrod                                    | —                      | —                                         | —                                          | —                     |
| Bolivar Trask                             | —                      | Brett Halsey                              |                                            |                       |
| Henry Peter Gyrich                        | —                      | Barry Flatman                             |                                            |                       |
| Graydon Creed                             | —                      | John Stocker                              |                                            |                       |
| Trevor Fitzroy                            | —                      |                                           |                                            |                       |
| D'Ken                                     | —                      |                                           |                                            |                       |
| Erik el Rojo                              | Davan Shakari          | Lawrence Bayne                            |                                            |                       |
| Zaladane                                  | —                      |                                           |                                            |                       |
| Garokk                                    | —                      |                                           |                                            |                       |
| Ave de Muerte                             | Cal'syee Neramani      |                                           |                                            |                       |
| Juggernaut / Leviatán                     | Cain Marko             | Rick Bennett                              |                                            |                       |
| Mojo                                      | —                      | Peter Wildman                             |                                            |                       |
| Espiral                                   | Rita Wayword           | Cynthia Belliveau                         |                                            |                       |
| Black Tom Cassidy / Tom el Negro          |                        |                                           |                                            |                       |
| Cameron Hodge                             |                        | Stephen Ouimette                          |                                            |                       |
| Hombre Púrpura                            | Zebediah Killgrave     |                                           |                                            |                       |
| Alto Evolucionador                        | Herbert Wyndham        | James Blendick                            |                                            |                       |
| Arkon                                     |                        |                                           |                                            |                       |
| Bella Donna Boudreaux                     | —                      | —                                         | —                                          | —                     |
| Julian Boudreaux                          | —                      | —                                         | —                                          | —                     |
| Cráneo Rojo                               | Johann Schmidt         | Cedric Smith                              |                                            |                       |
| Samurái de Plata                          | Kenuicho Harada        | Dennis Akayama                            |                                            |                       |
| Phalanx / Falange                         |                        |                                           |                                            |                       |

### Cameos
A lo largo de la serie han aparecido varios personajes que no tienen importancia en la serie pero son famosos en el universo de Marvel.
| Personaje                        | Alter ego            | Notas |
| -------------------------------- | -------------------- | --- |
| Blink / Destello                 | Clarice Ferguson     | Formó parte de la Resistencia Mutante, en la línea temporal de Xavier. |
| Máquina de Guerra                | James Rhodes         | Aparece junto a Sunfire y Spider-Man salvando a personas dentro de los escombros, en la Saga Fénix. También se ve brevemente antes en este episodio "Fugitivos del tiempo (parte 1)" en el año 3999 d. C., luchando contra Cable y sus aliados. |
| Fuego Solar                      | Shiro Yoshida        | Aparecen juntos salvando a personas dentro de los escombros con Máquina de Guerra, en la Saga Fénix. |
| Spider-Man                       | Peter Parker         | Aparecen juntos salvando a personas dentro de los escombros con Máquina de Guerra, en la Saga Fénix. |
| Dominó                           | Neena Thurman        | Fue vista como una esclava la Isla Esclava, junto a otros mutantes. También tuvo otro cameo en el episodio "Repo Man". Con la voz de Jennifer Dale en su versión original. |
| Feral / Feroz                    | Maria Callasantos    | Fueron vistos como esclavos en la Isla Esclava, junto a Domino. |
| Rictor                           | Julio "Ric" Richter  | Fueron vistos como esclavos en la Isla Esclava, junto a Domino. |
| Sendero de Guerra                | James Proudstar      | Fueron vistos como esclavos en la Isla Esclava, junto a Domino. |
| Gargoyle / Gárgola               | Yuri Topolov         | Fueron vistos como esclavos en la Isla Esclava, junto a Domino. |
| Kangaroo / Canguro               | Frank Oliver         | Aparecen en el episodio de dos partes "Santuario". |
| Random                           | Marshall Stone III   | Aparecen en el episodio de dos partes "Santuario". |
| Arco Voltaico                    | Philippa Sontag      | Aparecen en el episodio de dos partes "Santuario". |
| Blockbuster / Demoledor          | Michael Baer         | Aparecen en el episodio de dos partes "Santuario". |
| Pantera Negra                    | T'Challa             | Aparecen en el episodio de dos partes "Santuario". |
| Ghost Rider                      | —                    | Apareció brevemente en un recuerdo en uno de los flashbacks de Gambito en el episodio "Decisión final". |
| Deadpool                         | Wade Wilson          | Morph se transforma brevemente en Deadpool. La cara de Deadpool también se ve en un flashback mientras que el Profesor X está explorando la mente de Sabretooth. En la "Saga Fénix", una proyección psíquica malvada de Xavier también creó una ilusión de Deadpool mientras atormentaba a Wolverine.                                                   |
| Dragón Lunar                     | Heather Douglas      | Aparecen en el episodio "Más allá del bien y del mal (parte 4)". |
| Stryfe / Dyscordia               | —                    | Aparecen en el episodio "Más allá del bien y del mal (parte 4)". |
| Typhoid Mary / María Tifoidea    | Mary Walker          | Aparecen en el episodio "Más allá del bien y del mal (parte 4)". |
| Immortus                         | Kang el conquistador | Tuvo un cameo después de que se revelara como la verdadera identidad de Bender, el custodio del Eje del Tiempo. También tuvo la identidad de Nathaniel Richards. |
| Gatecrasher / Rompepuertas       | —                    | Tuvo un cameo en el episodio "Proteus (parte 1)". |
| Eternidad                        | —                    | Aparecen en el episodio "Fénix oscura (parte 3)". Doctor Strange, tiene 2 apariciones más a modo de cameo. |
| Doctor Strange                   | Steve Strange        | Aparecen en el episodio "Fénix oscura (parte 3)". Doctor Strange, tiene 2 apariciones más a modo de cameo. |
| Capitán Britania                 | Brian Braddock       | Aparecen en el episodio "Fénix oscura (parte 3)". Doctor Strange, tiene 2 apariciones más a modo de cameo. |
| El Vigilante                     | Uatu                 | Aparecen en el episodio "Fénix oscura (parte 3)". Doctor Strange, tiene 2 apariciones más a modo de cameo. |
| Thor                             | —                    | Aparecen en el episodio "Fénix oscura (parte 3)". Doctor Strange, tiene 2 apariciones más a modo de cameo. |
| Nick Fury                        | Nicholas Fury        | Aparecen en el episodio "Fugitivos del tiempo (parte 1)" a bordo del helicargador de S.H.I.E.L.D. viendo una audiencia del comité del Senado de los Estados Unidos sobre los mutantes culpados de infectar a los no mutantes con una "plaga mutante" (genéticamente modificada por Apocalipsis enmascarado como miembro de los Amigos de la Humanidad). |
| George Washington "G. W." Bridge | —                    | Aparecen en el episodio "Fugitivos del tiempo (parte 1)" a bordo del helicargador de S.H.I.E.L.D. viendo una audiencia del comité del Senado de los Estados Unidos sobre los mutantes culpados de infectar a los no mutantes con una "plaga mutante" (genéticamente modificada por Apocalipsis enmascarado como miembro de los Amigos de la Humanidad). |
| Hulk                             | Bruce Banner         | Hizo un cameo como uno de los robots de Xavier en "El regreso de Juggernaut". |
| Punisher                         | Frank Castle         | Aparece como un robot en "Mojovision". |
| Senyaka                          | —                    | Aparecen como extras de fondo en el episodio "Secretos, no largamente enterrados". También aparecen Tommy, Ape (Simio), Mole (Topo) y Random. |
| Forearm / Brazos                 | Michael McCain       | Aparecen como extras de fondo en el episodio "Secretos, no largamente enterrados". También aparecen Tommy, Ape (Simio), Mole (Topo) y Random. |
| Reaper / Segador                 | Pantu Hurageb        | Aparecen como extras de fondo en el episodio "Secretos, no largamente enterrados". También aparecen Tommy, Ape (Simio), Mole (Topo) y Random. |
| Strobe / Estrobos                | —                    | Aparecen como extras de fondo en el episodio "Secretos, no largamente enterrados". También aparecen Tommy, Ape (Simio), Mole (Topo) y Random. |
| Tusk / Colmillos                 | —                    | Aparecen como extras de fondo en el episodio "Secretos, no largamente enterrados". También aparecen Tommy, Ape (Simio), Mole (Topo) y Random. |
| Slither / Compresor              | —                    | Aparecen como extras de fondo en el episodio "Secretos, no largamente enterrados". También aparecen Tommy, Ape (Simio), Mole (Topo) y Random. |
| Copycat                          | Vanessa Carlysle     | Aparecen como extras de fondo en el episodio "Secretos, no largamente enterrados". También aparecen Tommy, Ape (Simio), Mole (Topo) y Random. |
| Daredevil                        | Matt Murdock         | Se puede ver como un tablero de dardos en el episodio "Sin mutantes es una isla". |
| Super-Skrull                     | —                    | Se ve brevemente entre la audiencia en el estadio en el episodio "Mojovision". |
| Rachel Summers                   | —                    | — |
| Elektra                          | —                    | — |

## Producción
En marzo de 1990, Margaret Loesch se convirtió en directora de Fox Children's Network.  Habiendo defendido el piloto de Pryde de X-Men en 1989, encargó 13 episodios de X-Men.  Saban Entertainment fue contratado para producir el programa y contrató a un pequeño estudio, Graz Entertainment, para producir episodios porque, en ese momento, carecían de personal suficiente para manejar la producción interna. Graz empleó al personal creativo, escribió y diseñó cada episodio y dibujó los guiones gráficos. El trabajo de voz se realizó a través de estudios canadienses y se contrató al estudio surcoreano AKOM para animar los episodios. X-Men originalmente estaba programado para estrenarse durante el fin de semana del Día del Trabajo en septiembre; sin embargo, debido a retrasos en la producción, se retrasó hasta finales de octubre. Cuando AKOM entregó el primer episodio, contenía varios errores de animación, que se negaron a corregir. Debido a limitaciones de tiempo, el episodio se emitió sin terminar;  cuando Fox volvió a emitir el piloto a principios de 1993, se corrigieron los errores.  El segundo episodio se envió justo antes de la fecha límite, faltaban 50 escenas y un solo día reservado para la edición.  El episodio de dos partes "Night of the Sentinels" se emitió originalmente como un "adelanto" el 31 de octubre. 
Debido a los retrasos en la producción y errores de animación, Fox amenazó con rescindir los contratos de AKOM.  La serie obtuvo las mejores calificaciones durante su primera temporada,  y fue renovada para una segunda temporada de 13 episodios. A lo largo de su ejecución, los productores tuvieron que lidiar con problemas de control de calidad, incluidos intentos de reducir costos y solicitudes para cambiar el tono de la serie hacia juguetes más amigables para los niños e integrados. 
Originalmente se planeó que el programa tuviera 65 episodios, pero como resultado de su éxito, Saban financió once episodios más, aunque con un presupuesto reducido debido a la quiebra de Marvel. 
La serie se agregó al servicio de transmisión Disney+ luego de su lanzamiento el 12 de noviembre de 2019, con una reposición, X-Men '97, que posteriormente se anunció que estaba en desarrollo.  La serie se estrenó el 20 de marzo de 2024.

## Recepción
El show fue aclamado y exitoso comercialmente. Junto con Batman: la serie animada, el éxito de la serie ayudó a lanzar numerosos cómics en la década de 1990.
En su mejor momento, X-Men obtuvo calificaciones muy altas para los dibujos animados de los sábados por la mañana, y al igual que Batman: The Animated Series, recibió grandes elogios de la crítica por su interpretación de muchas historias diferentes de los cómics. Haim Saban acredita el éxito de la serie al ayudarlo a vender su próximo proyecto a Fox, la serie de acción en vivo, Mighty Morphin Power Rangers.
El show ha sido aclamado como un pionero en la elaboración de tramas maduras y serializadas para una serie animada, además de allanar el camino para la película del año 2000, X-Men. En 2009, IGN clasificó a X-Men como el decimotercer programa animado más grande de todos los tiempos en su lista de los 100 mejores, la tercera mejor posición para un programa adaptado al cómic en la lista. El programa también se clasifica en el número 152 de los programas de televisión mejor calificados de IMDb con al menos 5.000 votos.

## Legado

### X-Men '97
Para 2019, había conversaciones en curso con Disney+ para revivir la serie.  En noviembre de 2021, se reveló que se estaba desarrollando una reposición titulada X-Men '97 que continuará la trama de la serie.  X-Men '97 finalmente se estrenó el 20 de marzo de 2024. Beau DeMayo fue el escritor principal durante las dos primeras temporadas, y la mayoría de los miembros supervivientes del elenco de la serie original repitieron sus papeles, incluidos Dodd, Zann, Buza, Disher, Potter, Sealy-Smith, Hough y Britton. A ellos se unieron Jennifer Hale, Anniwaa Buachie, Ray Chase, Matthew Waterson, JP Karliak, Holly Chou, Jeff Bennett y AJ Locascio. Alyson Court no repitió su papel de Jubilee y solicitó que una actriz asiática le diera la voz a Jubilee. Se informa que regresará como un personaje diferente.  La serie es producida por Marvel Studios Animation, pero no tiene lugar dentro del Universo Cinematográfico de Marvel.

### Cómics

#### X-Men Adventures
X-Men Adventures fue un cómic derivado de la serie animada. A partir de noviembre de 1992, adaptó las tres primeras temporadas del programa; en abril de 1996, se convirtió en Adventures of the X-Men que contenía historias originales ambientadas dentro de la misma continuidad.  El cómic duró hasta marzo de 1997, poco después de la cancelación del programa por parte de Fox Network.

#### X-Men '92
La serie de cómics X-Men '92 se lanzó por primera vez como uno de los muchos títulos relacionados con el evento Secret Wars de Marvel de 2015 , y continuó en su segundo volumen como una serie regular a principios de 2016, protagonizada por personajes del reality del programa de televisión.
En enero de 2022 Marvel anunció una nueva serie inspirada en la caricatura, X-Men '92: House of XCII. Programada para su publicación en abril de ese mismo año, la serie explorará un universo alternativo donde los eventos de House of X y Powers of X de Jonathan Hickman sucedieron décadas antes, en los años 90 del programa original.

### Libros

#### Previously on X-Men
En 2017, el desarrollador de la serie y showrunner Eric Lewald lanzó el libro Previously on X-Men: The Making of an Animated Series, que presenta sus entrevistas con 36 miembros del personal y el elenco de voces detrás de la serie de televisión, así como las experiencias personales de Lewald en la serie. 

#### X-Men: The Art and Making of The Animated Series
En 2020, Eric Lewald y Julia Lewald lanzaron el libro X-Men: The Art and Making of The Animated Series, que presenta arte conceptual, guiones gráficos, modelos de personajes, diseños de fondo, celdas de animación y otros materiales de producción/promoción nunca antes vistos, además de con nuevas entrevistas con los artistas principales de la serie y el personal de producción. 

### En cine
A la serie se le atribuyó el mérito de ser responsable del desarrollo inicial de la película X-Men del año 2000. El propietario de Fox Kids, 20th Century Fox, quedó impresionado por el éxito del programa de televisión y la productora Lauren Shuler Donner compró los derechos cinematográficos para ellos en 1994.  El éxito de la película condujo a una franquicia cinematográfica, que incluye una serie de secuelas, precuelas y spin-offs, durante dos décadas hasta 2020, cuando la serie llegó a su fin debido a la adquisición de Fox por parte de Disney, y los derechos del personaje volvieron a Marvel Studios.
En la película del Universo cinematográfico de Marvel de 2022 Doctor Strange in the Multiverse of Madness, producida por Marvel Studios, el tema principal de la serie de televisión (orquestado por Danny Elfman y acreditado como X-Men '97 Theme) se reproduce cuando Charles Xavier (interpretado por Patrick Stewart) aparece por primera vez; En la película, a diferencia de sus actuaciones anteriores como personaje de la franquicia X-Men de Fox, Xavier de Stewart está visualmente rediseñado para coincidir con su contraparte animada, completo con su icónico traje verde, corbata azul y negra y silla flotante amarilla.

### En televisión
En el episodio de Ms. Marvel "No Normal", ambientado en el MCU, se reproduce el tema principal de la serie animada de X-Men cuando Kamala Khan descubre que es una "mutante".